# Olaus Forsselius
Olaus Forsselius, död cirka 1674. Konsistorienotarie och rektor vid Trivialskolan i Göteborg. Han finns representerad i Den svenska psalmboken 1986 med översättningar/bearbetningar av texten till två verk (nr 325 och 639).

## Psalmer
- Af kärligheet emoot then trofaste Gudh översatt från danska 1668
- Alle som Herran tiena (1668)
- Jag will min Herre Gudh lofwa översatt från danska 1668
- Eja, mitt hjärta, hur innerlig (1695 nr 411, 1986 nr 639) översatt från Elle Andersdatters danska original 1668. Översättningen bearbetad av Johan Olof Wallin till 1819 års psalmbok nr 487 I hoppet sig min frälsta själ förnöjer Finns på Wikisource.